# Arrhenes
Arrhenes is een geslacht van vlinders van de familie dikkopjes (Hesperiidae), uit de onderfamilie Hesperiinae.

## Soorten
- A. dschilus (Plötz, 1885)
- A. elena Evans, 1934
- A. floresia Evans, 1934
- A. germana (Rothschild, 1915)
- A. marnas (Felder, 1860)
- A. martha Evans, 1934
- A. tranquilla (Swinhoe, 1905)